# Мурманська операція (1942)
Мурманська наступальна операція — відбувалася 28 квітня — 13 травня 1942 року силами Карельського фронту та Північного флоту командир — віце-адмірал Арсеній Головко).

## Задуми сторін
При підготовці до можливого наступу влітку 1942 року, німецьке керівництво готувало наступальну операцію силами армії «Лапландія», котрою командував генерал гірських військ Едуард Дітль, із завданням зайняти Мурманськ та головну базу Північного флоту — кодова назва операції «Ловля лосося».
Оскільки відстань між Мурманськом та лінією фронту складала лише кілька десятків кілометрів, загроза місту та основному маршруту довезення по ленд-лізу від союзників була завжди великою. Маючи дані від розвідки про готування нацистського наступу в напрямі Кестеньги, радянське військове керівництво приймає рішення здійснити удар на випередження для захисту Мурманська, Кіровської та Обозерської залізниць.
Ставка Верховного Головнокомандування 27 березня 1942 року зобов'язує командуючого Карельським фронтом генерал-лейтенанта Валеріана Фролова не пізніше 15 квітня здійснити в напрямі Мурманська наступальну операцію — задля посилення оборони Мурманського порту та Кіровської залізниці. Головним завданням було знищення німецького угрупування в районі губи Західна Ліца, однак командуючий фронтом поставив ще складніше завдання — протягом 10 днів не лише розбити ударне нацистське угрупування, а й відкинути німецькі сили за лінію державного кордону — висота 449,0 — озеро Чапр. Виконання бойового завдання доручалося 14-й армії, котрою керував генерал Володимир Щербаков — вона охороняла Мурманськ.
Разом з тим радянські війська не мали чисельної переваги на цьому відтинку фронту на початок операції, навпаки, чисельну перевагу мав противник, при цьому німецька оборонна система була добре вибудувана та розгалужена. Численні німецькі посилені рубежі проходили по гірських хребтах, берегах річок та заток, на важливих висотах було створено оборонні пункти-фортеці із залізобетону та каменю, ці споруди були складовими єдиної системи оборонної лінії. Для постачання німецьких військ були збудовані численні дороги, на важких для подолання ділянках — канатне сполучення. Німецькими силами були враховані результати боїв Мурманської операції 1941 року, були посилені позиції по займаному берегу губи Велика Західна Ліца на випадок радянських десантів.
Радянське керівництво при підготовці до операції допустило цілий ряд помилок, що відобразилося на перебігу бойових дій. Окрім того, час, відведений на підготовку для 14-ї армії, явно був недостатнім — 3 тижні від часу постановки завдання Ставкою ВГК, керівництво Північного фронту з великими труднощами добилося додаткових 2-х тижнів. Також до всього прилучилися й природні умови — у кінці квітня в арктичних умовах починається бездоріжжя.

## Перебіг бойових дій
28 квітня після 3-годинної артилерійської підготовки 33-х батарей 76-мм гармат радянські війська переходять в наступ, однак вогневі точки противника придушені не були — цілі не відмічалися й вогонь вівся по квадратах. Згідно задуму керівництва фронту, підрозділи 14-ї армії у співдії з морським десантом мали завдати рівночасно ударів з фронту й тилу, оточити та знищити німецькі сили в Західній Ліці, та продовжити наступ — до кордону з Норвегією. Радянським силам на цьому відтинку протистояв німецький 19-й гірськострілецький корпус — 2-га та 6-та гірськострілецькі дивізії, 2 піхотні полки та різні частини.

Наступ

Того ж дня в губі Велика Західна Ліца кораблями Північного флоту висаджується радянський десант — 12-та бригада морської піхоти Північного флоту чисельністю 6235-6256 чоловік (в різних джерелах), командир — полковник Василь Рассохін. До кінця дня в ході бою десантники займають плацдарм, що сягав вглиб 5 кілометрів і по фронту — до 7 км. У наступні дні величина плацдарму збільшилася до 11 кілометрів, одначе головне завдання не було виконане, контроль над контрольованою нацистами дорогою Мішуково — Титовка перебрати десантники не змогли. Протистояння з німецькою обороною прийняло запеклий характер, німецьке командування перекинуло додаткові сили, відбувалися постійні контратаки.
На сухопутному відтинку частини радянської 14-ї армії з великими втратами атакували німецькі оборонні вузли, та змогли лише в деяких місцях прогнути оборону противника — до 6 кілометрів вглиб. При цьому виявилася нездатність радянської авіації та артилерії зруйнувати ґрунтовні оборонні укріплення. Рух частин на вузьких прострілюваних дорогах від початку був утрудненим, а потім взагалі став неможливим. Люфтваффе, не маючи чисельної переваги, активними діями створювало захист німецьких військ та надзвичайно ускладнювало постачання й пересування радянських сил.
Задля підсилення наступаючих частин, на плацдарм висаджується поповнення, сухопутний відтинок наступу посилюється переведеною з-під Кемі 152-ю стрілецькою дивізією, котра мала маршем за добу пройти 30-кілометрову відстань. Проте подальші наступальні дії були зірвані погодними умовами — 3 травня почав йти сильний дощ, котрий у швидкому часі перейшов в заметіль, що тривала 3 доби. Глибина снігового покриву сягала 3-5 метрів, оленячі та собачі упряжки були єдиною можливістю доставляти провізію та відвозити хворих і поранених.
152-га дивізія була на марші та не одягнена в зимову форму, військові колони позаносило снігом, бійці не мали укриттів та гарячої страви. У 152-ій дивізії тільки 5 травня 484 бійці померли від замерзання, 1683 отримали сильні обмороження, на плацдармі обморожено 331, померло від ран 857, замерзлі та обмерзлі були й в інших підрозділах 14-ї армії. Хоча в деяких радянських документах писалося, що у 152-ї армії померло від холоду 3 бійці. В таких умовах продовження радянського наступу було цілком унеможливлене, спроби його продовжити після покращання погоди результатів не дали, тільки посилилися втрати.
10 травня командуючий Карельським фронтом доповідає Йосипу Сталіну про невдачу наступу, та з його дозволу 11 травня війська переходять до оборони; 13 травня кораблі Північного флоту евакуюють десант з плацдарму в район Ура-губи та губи Ари.

## Результати операції
Загальні втрати радянських військ в часі Мурманської операції 1942 року склали близько 15000 чоловік. Підрозділи 14-ї армії втратили понад 40 % особового складу, десантники — над 70 %. Однак вдалося досягти однієї з головних завдань операції — німецьке керівництво при відбитті наступу задіяло майже всі резерви, планований наступ на Мурманськ літом 1942 не відбувся, фронтова лінія застигла до жовтня 1944 року, арктичні конвої продовжувати доставляти вантажі в Мурманськ.
Згідно радянських джерел, за 2 тижні боїв радянськими військами було вбито близько 5000 німецьких вояків, збито 13 літаків.